# Saga Vatnsdœla
A Saga Vatnsdœla (ou Saga dos habitantes do Vale do Lago) é uma das sagas dos islandeses. É uma crónica familiar do clã dos Vatnsdælir nos séculos IX-X, provavelmente escrita em meados do século XIII. Desenvolve-se no vale de Vatnsdalur, situado a sul de Húnaflói (Golfo dos Ursinhos), na parte setentrional da Islândia.

## Trama
Ingimundur Þorsteinsson, o neto do caudilho norueguês Ketil Raum de Romsdal, combateu ao lado de Haroldo Cabelo Belo na batalha de Hafrsfjord, tendo saído vencedor. Seguindo as palavras de uma vidente finlandesa, viajou para a Islândia onde viveu até envelhecer. A saga conta a história de quatro gerações da família durante os séculos IXe X até à cristianização da ilha, desde Ingimundur até à morte do seu bisneto Þorkell.

## Características
O autor da obra tende a agrupar os personagens em categorias: a nobreza e sabedoria do patriarca Ingimundur, o seu filho Þorsteinn e o seu bisneto; por outro lado os impulsivos Bergr, o Valente e Jökull Ingimundarson; e por último os cruéis feiticeiros de Seidr Þórólfr, Hrólleifur Arnaldsson e Ljót, a sua mãe.
A saga apresenta bastantes semelhanças com outras sagas islandesas posteriores, mas distingue-se com os seus elementos de exageração e caracterizações superficiais uma vez que se trata de uma obra mais antiga, sendo que muitas das suas secções podem ser encontradas em Landnámabók.

## Traduções
- The Saga of the People of Vatnsdal. Translated by Andrew Wawn. In: Viðar Hreinsson (General Editor): The Complete Sagas of Icelanders including 49 Tales. Reykjavík: Leifur Eiríksson Publishing, 1997. Volume IV, pp. 1-66. ISBN 9979-9293-4-0.